# ماري راندولف
ماري راندولف (بالإنجليزية: Mary Randolph)‏ هي كاتِبة أمريكية، ولدت في 9 أغسطس 1762 في ريتشموند في الولايات المتحدة، وتوفيت في 23 يناير 1828 في واشنطن العاصمة في الولايات المتحدة.